# بالوانه خالدی
بالوانه خالدی، روستایی از توابع بخش مرکزی شهرستان قروه در استان کردستان ایران است.شغل اصلی مردم دامداری و کشاورزی می باشد.

## جمعیت
این روستا در دهستان پنجه علی قرار دارد و براساس سرشماری مرکز آمار ایران در سال ۱۳۸۵، جمعیت آن ۱۶۱ نفر (۳۳خانوار) بوده‌است.